# 岡村勲
岡村 勲（おかむら いさお、1929年4月27日 - 2025年2月24日）は、日本の弁護士。日本弁護士連合会副会長や全国犯罪被害者の会（あすの会）代表幹事を歴任。

## 人物
高知県出身。一橋大学経済学部卒業後、一橋大学大学院法学研究科修士課程修了、法学修士。田中誠二ゼミ出身。1956年に旧司法試験に合格。1959年以降弁護士として活動し、第一東京弁護士会会長や日本弁護士連合会副会長、法務省法制審議会委員を歴任。1988年に発生した上海列車事故では日本弁護団団長を務めた。
1997年10月、自身の妻が、山一證券問題に際して逆恨みした男性によって殺害された（岡村勲弁護士夫人殺害事件）。これによって、岡村は犯罪被害者の遺族となり、犯罪被害者の権利向上活動に携わるようになる。その後、光市母子殺害事件の被害者遺族である本村洋らと共に全国犯罪被害者の会（あすの会）を2000年に設立、代表幹事となる。
2000年に岡村が文藝春秋に寄稿した「私は見た『犯罪被害者』の地獄絵」を読み感銘を受けた瀬戸内寂聴や、大学の同窓の友人だった石原慎太郎（東京都知事）らが代表発起人となり「犯罪被害者の会を支援するフォーラム」が設立され、樋口廣太郎（元経済団体連合会副会長、アサヒビール名誉会長）や、奥田碩（日本経済団体連合会名誉会長、元トヨタ自動車社長）も代表発起人として、また高橋宏（首都大学東京理事長、如水会副理事長）と、山本千里（元如水会理事・事務局長）がともに事務局長として参加するに至った。
2004年12月に犯罪被害者等基本法が成立。2007年6月には刑事訴訟法が改正され被害者・遺族の刑事裁判参加可能にした被害者参加制度導入（2008年12月施行）に貢献。2009年には、あすの会会員と共に千葉景子法務大臣を訪れ、公訴時効廃止の要望書を提出した。2010年4月には刑事訴訟法改正で殺人などの公訴時効が廃止を盛り込むことに貢献した。
2018年6月3日に「役割を果たした」として全国犯罪被害者の会（あすの会）が18年の活動を終了。岡村は「皆、これからの被害者に自分と同じ苦しい思いはさせたくないという一心で活動してきた。こういう仲間と晩年一緒に仕事できたことは、私の喜びであり誇りだ」と話した。
2022年3月、被害者や被害者遺族への給付金が加害者にかけられる金額に比べて格段に少ないことに疑問を呈し、被害者側への保障を篤くするための活動を行なう目的で「あすの会」が再結成された。
2025年2月24日、肺炎のため死去。95歳没。

## 来歴
- 1929年 高知県宿毛市生まれ。
- 1949年 高知県立中村高等学校併設中学校（現高知県立中村中学校・高等学校）卒業
- 1955年 一橋大学経済学部卒業
- 1956年 司法試験合格
- 1957年 一橋大学大学院法学研究科修士課程修了
- 1959年 司法修習11期修了し弁護士登録
- 1987年 第一東京弁護士会会長、日本弁護士連合会副会長、関東財務局国有財産関東地方審議会委員
- 1990年 法務省法制審議会司法試験制度部会委員
- 1991年 法務省法制審議会委員
- 1994年 - 2003年 安田生命保険相互会社監査役
- 2001年 内閣府犯罪被害者等基本計画検討会専門委員
- 2002年 内閣府基本計画推進専門委員等会議専門委員
- 2009年 殺人罪の時効撤廃が法制審議会で議論されていた最中に心筋梗塞を患う[4]

この他全国犯罪被害者の会代表幹事や、内閣府犯罪被害者等施策推進会議専門委員、高知県観光特使、株式会社アイワイバンク銀行監査役、財団法人フランスベッド・メディカルホームケア研究・助成財団理事、社団法人如水会評議員、警察庁取調の適正化に関する有識者懇談会委員等も務める。全国犯罪被害者の会（あすの会）代表幹事として殺人罪の時効撤廃や刑事裁判への被害者遺族参加などの実現に貢献した

## 著作
- 『手形・小切手の法律実務』（堀口亘と共著）同文館出版 1982
- 『犯罪被害者のための新しい刑事司法 解説被害者参加制度と損害賠償命令制度』監修 守屋典子,高橋正人,京野哲也著 明石書店 2007
- 『上海列車事故補償交渉』文藝春秋企画出版部 2024

### 論文
- 「弁護士が見た大潟村事件」中央公論[1990.01]
- 「私は見た「犯罪被害者」の地獄絵--妻を凶刃に奪われて弁護士が知った司法の矛盾」文藝春秋 [2000.07]
- 「犯罪被害者の被害回復、権利擁護を目指して」法律文化（東京リーガルマインド）[2002.2]
- 「あすの会設立から犯罪被害者等基本法の成立まで--5年間の歩み (特集 犯罪被害者等基本法)」市民政策[2005.8]
- 「奪った生命を何で償うのか (話題のテーマに賛否両論! 死刑制度)『Voice』[2008.6]